# Familia Rubashkin
La familia Rubashkin es una familia de judíos ultra-ortodoxos del movimiento jasídico Lubavitch de Brooklyn en Nueva York, dirigida por Aaron Rubashkin. 
Los miembros de la familia son activos en sus empresas familiares, la mayoría de ellos se centran en el negocio principal de la familia, el cual es la carne Kosher, en la cual obtuvieron el título de "dinastía de la carne kosher". 
La familia, la familia ha sido influyente en su área local, han sido bien conocidos entre los Judíos religiosos por su generosidad hacia los Judíos y las causas judías.
Algunas de las actividades de la familia han sido motivo de controversia, y algunos de sus miembros han sido objeto de investigaciones judiciales y condenas.
- Datos: Q8960823